# Función error

Gráfica de la función error

En matemáticas, la función error (también conocida como función error de Gauss), normalmente denotada por {\displaystyle \operatorname {erf} }, es una función compleja de una variable compleja definida como: 
{\displaystyle \operatorname {erf} (z)={\frac {2}{\sqrt {\pi }}}\int _{0}^{z}e^{-t^{2}}dt}
Esta integral es una función sigmoide (no elemental) que se utiliza en el campo de la probabilidad, la estadística y en ecuaciones diferenciales parciales. En muchas de estas aplicaciones, el argumento de la función es un número real. Si el argumento de la función es real entonces el valor de la función también es real.
En estadística, para valores no negativos de {\displaystyle x}, la función error tiene la siguiente interpretación: para una variable aleatoria {\displaystyle Y} que sigue una distribución normal con media 0 y varianza {\displaystyle 1/2}, {\displaystyle \operatorname {erf} (x)} es la probabilidad de que {\displaystyle Y} caiga en el intervalo {\displaystyle [-x,x]}.
Dos funciones relacionadas son la función error complementaria, denotada por {\displaystyle \operatorname {erfc} }, definida como 
{\displaystyle {\mbox{erfc}}(z)=1-{\mbox{erf}}(z)={\frac {2}{\sqrt {\pi }}}\int _{z}^{\infty }e^{-t^{2}}dt}.
y la función error imaginaria, denotada por {\displaystyle \operatorname {erfi} }, definida como 
{\displaystyle {\mbox{erfi}}(z)=-i\;{\mbox{erf}}(iz)}
donde {\displaystyle i} es la unidad imaginaria.

## El nombre
El nombre “función error” y la abreviatura {\displaystyle \operatorname {erf} } fueron propuestas por el matemático inglés J. W. L. Glaisher en 1871 debido a su gran conexión con «la teoría de la probabilidad, y sobre todo con la teoría del error». La función error complementaria fue discutida por Glaisher en una publicación por separado en el mismo año, por la «ley de la facilidad» de errores cuya densidad está dada por 
{\displaystyle f(x)=\left({\frac {c}{\pi }}\right)^{\tfrac {1}{2}}e^{-cx^{2}}}
(la distribución normal), Glaisher calcula la posibilidad de tener un error entre {\displaystyle p} y {\displaystyle q} como
{\displaystyle \left({\frac {c}{\pi }}\right)^{\tfrac {1}{2}}\int _{p}^{q}e^{-cx^{2}}dx={\tfrac {1}{2}}\left(\operatorname {erf} (q{\sqrt {c}})-\operatorname {erf} (p{\sqrt {c}})\right){\text{.}}}

## Función de error compleja
La función de error compleja se define mediante la siguiente expresión:
{\displaystyle \forall \;z\in \mathbb {C} \;:\quad \operatorname {erf} (z)={\frac {2}{\sqrt {\pi }}}\int _{0}^{z}e^{-\tau ^{2}}d\tau }
Esta función es holomorfa en todo el plano complejo, impar y desarrollable en serie entera. Para {\displaystyle z} real coincide con la función de error real.
Esta función, llamada w(x), (también conocida como la función de Faddeeva) admite la siguiente expresión:
{\displaystyle w(z)=e^{-z^{3}}{\textrm {erfc}}(-iz)}
La serie de potencias para esta función viene dada por:
{\displaystyle \operatorname {erf} (z)={\frac {2}{\sqrt {\pi }}}\sum _{n=0}^{\infty }{\frac {(-1)^{n}z^{2n+1}}{n!(2n+1)}}={\frac {2}{\sqrt {\pi }}}\left(z-{\frac {z^{3}}{3}}+{\frac {z^{5}}{10}}-{\frac {z^{7}}{42}}+{\frac {z^{9}}{216}}-\cdots \right)}
{\displaystyle \forall \;z\in \mathbb {C} }.
La serie de potencias para la función error imaginaria viene dada por:
{\displaystyle \operatorname {erfi} (z)={\frac {2}{\sqrt {\pi }}}\sum _{n=0}^{\infty }{\frac {(z)^{2n+1}}{n!(2n+1)}}={\frac {2}{\sqrt {\pi }}}\left(z+{\frac {z^{3}}{3}}+{\frac {z^{5}}{10}}+{\frac {z^{7}}{42}}+{\frac {z^{9}}{216}}+\cdots \right)}
{\displaystyle \forall \;z\in \mathbb {C} }.

## Propiedades
La función error es impar pues
{\displaystyle \operatorname {erf} (-z)=-\operatorname {erf} (z).}
{\displaystyle \forall \;z\in \mathbb {C} }, este resultado se sigue del hecho de que el integrando {\displaystyle e^{-t^{2}}} es una función par. 
Para todo número complejo {\displaystyle z} se verifica que
{\displaystyle \operatorname {erf} ({\overline {z}})={\overline {\operatorname {erf} (z)}}}
donde {\displaystyle {\overline {z}}} es el conjugado complejo de {\displaystyle z}.

### Serie de Taylor
La función error es una función integral, no tiene singularidades y su expansión en serie de Taylor siempre converge pero esta es conocida porque tiene “mala convergencia” para valores {\displaystyle x>1}. 
La integral definida no puede ser evaluada en forma cerrada en términos de funciones elementales, pero si se expande el integrando {\displaystyle e^{-z^{2}}} mediante una serie de Maclaurin e integrando término a término, se obtiene la serie de Maclaurin de la función error:
{\displaystyle \operatorname {erf} (z)={\frac {2}{\sqrt {\pi }}}\sum _{n=0}^{\infty }{\frac {(-1)^{n}z^{2n+1}}{n!(2n+1)}}={\frac {2}{\sqrt {\pi }}}\left(z-{\frac {z^{3}}{3}}+{\frac {z^{5}}{10}}-{\frac {z^{7}}{42}}+{\frac {z^{9}}{216}}-\ \cdots \right)}
esta expresión válida para todo número {\displaystyle z\in \mathbb {C} }. Los términos del denominador son la secuencia A007680 en el OEIS.
Para realizar cálculos iterativos de la serie mencionada, la siguiente fórmula alternativa puede ser útil:
{\displaystyle \operatorname {erf} (z)={\frac {2}{\sqrt {\pi }}}\sum _{n=0}^{\infty }\left(z\prod _{k=1}^{n}{\frac {-(2k-1)z^{2}}{k(2k+1)}}\right)={\frac {2}{\sqrt {\pi }}}\sum _{n=0}^{\infty }{\frac {z}{2n+1}}\prod _{k=1}^{n}{\frac {-z^{2}}{k}}}
porque {\displaystyle {\frac {-(2k-1)z^{2}}{k(2k+1)}}} expresa el multiplicador necesario para que el {\displaystyle k}-ésimo término se convierta en el {\displaystyle (k+1)}-ésimo término (suponiendo que el número {\displaystyle z} es el primer término).
La función error imaginaria tiene una serie de Maclaurin similar, esta es
{\displaystyle \operatorname {erfi} (z)={\frac {2}{\sqrt {\pi }}}\sum _{n=0}^{\infty }{\frac {z^{2n+1}}{n!(2n+1)}}={\frac {2}{\sqrt {\pi }}}\left(z+{\frac {z^{3}}{3}}+{\frac {z^{5}}{10}}+{\frac {z^{7}}{42}}+{\frac {z^{9}}{216}}+\cdots \right)}
y es válida para todo número {\displaystyle z\in \mathbb {C} }.
La función error evaluada en más infinito tiene el valor de 1, exactamente (ver integral de Gauss). En menos infinito, tiene el valor de -1.

### Derivada
La derivada de la función error se obtiene directamente a partir de su definición:
{\displaystyle {\frac {d}{dz}}\,\mathrm {erf} (z)={\frac {2}{\sqrt {\pi }}}\,e^{-z^{2}}.}
Las derivadas de orden superior están dadas por 
{\displaystyle {\begin{aligned}\operatorname {erf} ^{\;(k)}(z)&={{2(-1)^{k-1}} \over {\sqrt {\pi }}}H_{k-1}(z)e^{-z^{2}}\\&={\frac {2}{\sqrt {\pi }}}{\frac {d^{k-1}}{dz^{k-1}}}\left(e^{-z^{2}}\right)\end{aligned}}}
para {\displaystyle k=1,2,\dots }, donde {\displaystyle H} son los polinomios de Hermite empleados en la teoría de la probabilidad.

### Serie de Bürmann
La serie de Bürmann es una serie  que converge más rápido para todos los valores {\displaystyle x\in \mathbb {R} } que la serie de Taylor ordinaria, y que se obtiene utilizando el teorema de Hans Heinrich Bürmann:
{\displaystyle {\begin{aligned}\operatorname {erf} (x)&={\frac {2}{\sqrt {\pi }}}\operatorname {sgn}(x){\sqrt {1-e^{-x^{2}}}}\left(1-{\frac {1}{12}}\left(1-e^{-x^{2}}\right)-{\frac {7}{480}}\left(1-e^{-x^{2}}\right)^{2}-{\frac {5}{896}}\left(1-e^{-x^{2}}\right)^{3}-{\frac {787}{276480}}\left(1-e^{-x^{2}}\right)^{4}-\cdots \right)\\[10pt]&={\frac {2}{\sqrt {\pi }}}\operatorname {sgn}(x){\sqrt {1-e^{-x^{2}}}}\left({\frac {\sqrt {\pi }}{2}}+\sum _{k=1}^{\infty }c_{k}e^{-kx^{2}}\right).\end{aligned}}}
donde {\displaystyle \operatorname {sgn} } es la función signo. Manteniendo sólo los dos primeros coeficientes y escogiendo {\displaystyle c_{1}={\frac {31}{200}}} y {\displaystyle c_{2}=-{\frac {341}{8000}},} la aproximación resultante tiene un error relativo máximo para {\displaystyle x=\pm 1,3796,} donde dicho error es menor que {\displaystyle 3,6127\cdot 10^{-3}}:
{\displaystyle \operatorname {erf} (x)\approx {\frac {2}{\sqrt {\pi }}}\operatorname {sgn}(x){\sqrt {1-e^{-x^{2}}}}\left({\frac {\sqrt {\pi }}{2}}+{\frac {31}{200}}e^{-x^{2}}-{\frac {341}{8000}}e^{-2x^{2}}\right).}

### Aproximación simple
La función error puede ser aproximada de forma simple usando la función Tangente hiperbólica como:
{\displaystyle \operatorname {erf} \left(x\right)\approx z(x)=\tanh \left({\frac {2}{\sqrt {\pi }}}\left(x+{\frac {11}{123}}x^{3}\right)\right)}
la que mantiene la diferencia absoluta {\displaystyle |\operatorname {erf} \left(x\right)-z(x)|<0.000358,\,\forall x}.

### Función inversa

Gráfica de la función error complementaria

Dado un número complejo {\displaystyle z}, no existe un único número complejo {\displaystyle w} que satisfaga {\displaystyle \operatorname {erf} (w)=z}, sin embargo, para {\displaystyle -1<x<1}, existe un único número real denotado por {\displaystyle \operatorname {erf} ^{-1}(x)} que satisface
{\displaystyle \operatorname {erf} \left(\operatorname {erf} ^{-1}(x)\right)=x}
La función error inversa típicamente está definida en el dominio {\displaystyle (-1,1)} aunque puede ser extendida al disco {\displaystyle |z|<1} del plano complejo utilizando la serie de Maclaurin 
{\displaystyle \operatorname {erf} ^{-1}(x)=\sum _{k=0}^{\infty }{\frac {c_{k}}{2k+1}}\left({\frac {\sqrt {\pi }}{2}}x\right)^{2k+1},\,\!}
donde {\displaystyle c_{0}=1} y
{\displaystyle c_{k}=\sum _{m=0}^{k-1}{\frac {c_{m}c_{k-1-m}}{(m+1)(2m+1)}}=\left\{1,1,{\frac {7}{6}},{\frac {127}{90}},{\frac {4369}{2520}},{\frac {34807}{16200}},\ldots \right\}.}
Por lo que se tiene la siguiente expansión en serie (nótese que se han cancelado los factores comunes en los numeradores y denominadores):
{\displaystyle \operatorname {erf} ^{-1}(x)={\frac {1}{2}}{\sqrt {\pi }}\left(x+{\frac {\pi }{12}}x^{3}+{\frac {7\pi ^{2}}{480}}x^{5}+{\frac {127\pi ^{3}}{40320}}x^{7}+{\frac {4369\pi ^{4}}{5806080}}x^{9}+{\frac {34807\pi ^{5}}{182476800}}x^{11}+\cdots \right).\,\!}
(Después de cancelar las fracciones en el numerador y denominador corresponde a las entradas A092676/A132467 en el OEIS; si no se realiza la cancelación los términos del numerador corresponden a la entrada A002067).
La función error complementaria inversa está definida como
{\displaystyle \operatorname {erfc} ^{-1}(1-z)=\operatorname {erf} ^{-1}(z)}
Para un número real {\displaystyle x}, el método de Newton puede ser usado para calcular {\displaystyle \operatorname {erfi} ^{-1}(x)} y para {\displaystyle -1\leq x\leq 1}, la siguiente serie de Maclaurin converge
{\displaystyle \operatorname {erfi} ^{-1}(x)=\sum _{k=0}^{\infty }{\frac {(-1)^{k}c_{k}}{2k+1}}\left({\frac {{\sqrt {\pi }}x}{2}}\right)^{2k+1}}
donde {\displaystyle c_{k}} está definido arriba.

### Expansión asintótica
Una serie asintótica útil de la función error complementaria (y por lo tanto también de la función error) para valores grandes de {\displaystyle x} es
{\displaystyle \mathrm {erfc} (x)={\frac {e^{-x^{2}}}{x{\sqrt {\pi }}}}\left[1+\sum _{n=1}^{\infty }(-1)^{n}{\frac {1\cdot 3\cdot 5\cdots (2n-1)}{(2x^{2})^{n}}}\right]={\frac {e^{-x^{2}}}{x{\sqrt {\pi }}}}\sum _{n=0}^{\infty }(-1)^{n}{\frac {(2n-1)!!}{(2x^{2})^{n}}}.\,}
Esta serie diverge para todo valor de {\displaystyle x} finito y su significado de expansión asintótica es que para cualquier {\displaystyle N\in \mathbb {N} }
{\displaystyle \mathrm {erfc} (x)={\frac {e^{-x^{2}}}{x{\sqrt {\pi }}}}\sum _{n=0}^{N-1}(-1)^{n}{\frac {(2n-1)!!}{(2x^{2})^{n}}}+R_{N}(x).\,}
donde el residuo, en la notación de Landau, es
{\displaystyle R_{N}(x)=O\left(x^{1-2N}e^{-x^{2}}\right)}
cuando {\displaystyle x\to \infty }.
El valor exacto del residuo es
{\displaystyle R_{N}(x)={\frac {(-1)^{N}}{\sqrt {\pi }}}2^{1-2N}{\frac {(2N)!}{N!}}\int _{x}^{\infty }t^{-2N}e^{-t^{2}}dt}
Otra aproximación es:
{\displaystyle \operatorname {erf} ^{2}(x)\approx 1-\exp \left(-x^{2}{\frac {4/\pi +ax^{2}}{1+ax^{2}}}\right)}
donde
{\displaystyle a=-{\frac {8(\pi -3)}{3\pi (\pi -4)}}.}
Nótese que esta aproximación siempre devuelve valores positivos, cuando la función error toma valores negativos ante entradas negativas. Esta singularidad se puede resolver de manera simple aplicando el signo de x al resultado final. (x/abs(x))

### Integral de la función error función de densidad Gaussiana
{\displaystyle \int _{-\infty }^{\infty }\operatorname {erf} (ax+b){\frac {1}{\sqrt {2\pi \sigma ^{2}}}}e^{-{\frac {(x-\mu )^{2}}{2\sigma ^{2}}}}dx=\operatorname {erf} \left({\frac {a\mu +b}{\sqrt {1+2a^{2}\sigma ^{2}}}}\right)}
con {\displaystyle a,b,\mu ,\sigma \in \mathbb {R} }.

## Usos
Si los resultados de una serie de mediciones son descritos por una distribución normal con una desviación estándar {\displaystyle \sigma } y esperanza matemática 0, entonces {\displaystyle \operatorname {erf} \,\left(\,{\frac {a}{\sigma {\sqrt {2}}}}\,\right)} es la probabilidad de que el error de una medición individual se encuentre comprendido en el intervalo −a y +a.
Las funciones error y complementaria del error, también se utilizan al buscar soluciones a problemas de resolución de la ecuación de calor con condiciones de borde expresadas por la función escalón de Heaviside.
En sistemas de comunicación digital ópticos, la relación de error de bit —BER— queda expresado por la siguiente función:
{\displaystyle \mathrm {BER} =0,5\,\operatorname {erfc} \left({\frac {\mu _{1}-\mu _{2}}{{\sqrt {2}}\left(\sigma _{1}+\sigma _{2}\right)}}\right).}

## Funciones relacionadas

### Función de distribución
La función error es idéntica a la función de distribución de una normal estándar, denotada por {\displaystyle \Phi }, su única diferencia es su escala y una traslación pues
{\displaystyle \Phi (x)={\frac {1}{\sqrt {2\pi }}}\int _{-\infty }^{x}e^{\frac {-t^{2}}{2}}dt={\frac {1}{2}}\left[1+{\mbox{erf}}\left({\frac {x}{\sqrt {2}}}\right)\right]={\frac {1}{2}}\,{\mbox{erfc}}\left(-{\frac {x}{\sqrt {2}}}\right).}
A la inversa de {\displaystyle \Phi } se la conoce como la función quantil normal o función probit y puede ser expresada en términos de la función error inversa como
{\displaystyle \operatorname {probit} (p)=\Phi ^{-1}(p)={\sqrt {2}}\,\operatorname {erf} ^{-1}(2p-1)=-{\sqrt {2}}\,\operatorname {erfc} ^{-1}(2p).}
La cdf normal estándar es utilizada más a menudo en probabilidad y estadística, mientras que la función error es utilizada con mayor frecuencia en otras ramas de las matemáticas.
La función error es un caso especial de la función de Mittag-Leffler, y puede ser expresada como una función hipergeométrica confluyente (función de Kummer):
{\displaystyle \mathrm {erf} (x)={\frac {2x}{\sqrt {\pi }}}\,_{1}F_{1}\left({\frac {1}{2}},{\frac {3}{2}},-x^{2}\right).}
Posee una expresión relativamente simple mediante la integral de Fresnel. En términos de la función gamma regularizada P y la función gamma incompleta,
{\displaystyle \operatorname {erf} (x)=\operatorname {sgn} (x)P\left({\frac {1}{2}},x^{2}\right)={\operatorname {sgn} (x) \over {\sqrt {\pi }}}\gamma \left({\frac {1}{2}},x^{2}\right).}
{\displaystyle \operatorname {sgn} (x)\ } es la función signo.

### Funciones error generalizadas

Gráfica de las funciones error generalizadas E_{n}(x):
curva gris: E_{1}(x) = (1 − e^{ −x})/
curva roja: E_{2}(x) = erf(x)
curva verde: E_{3}(x)
curva azul: E_{4}(x)
curva amarilla: E_{5}(x)

Algunos autores han analizado funciones más generales del tipo
{\displaystyle E_{n}(x)={\frac {n!}{\sqrt {\pi }}}\int _{0}^{x}e^{-t^{n}}\,\mathrm {d} t={\frac {n!}{\sqrt {\pi }}}\sum _{p=0}^{\infty }(-1)^{p}{\frac {x^{np+1}}{(np+1)p!}}\,.}
Algunos casos destacables son:
- E0(x) es una línea recta que pasa por el origen: {\displaystyle E_{0}(x)={\frac {x}{e{\sqrt {\pi }}}}}
- E2(x) es la función error, erf(x).

Si se divide por n!, todas las En para n impares son similares entre sí (aunque no idénticas). En forma similar, las En para n pares luego de dividirlas por n! son similares entre sí (aunque no idénticas). Todas las funciones error generalizadas para n>0 son similares para x positivas.
Estas funciones generalizadas para x>0 pueden ser expresadas en forma equivalente mediante la función Gamma:
{\displaystyle E_{n}(x)={\frac {x\left(x^{n}\right)^{-1/n}\Gamma (n)\left(\Gamma \left({\frac {1}{n}}\right)-\Gamma \left({\frac {1}{n}},x^{n}\right)\right)}{\sqrt {\pi }}},\quad \quad x>0}
Por lo tanto, se puede definir a la función error mediante la función gamma mediante la siguiente expresión:
{\displaystyle \operatorname {erf} (x)=1-{\frac {\Gamma \left({\frac {1}{2}},x^{2}\right)}{\sqrt {\pi }}}}

### Integrales iteradas de la función error complementaria
Las integrales iteradas de la función error complementaria se definen como
{\displaystyle \mathrm {i} ^{n}\operatorname {erfc} \,(z)=\int _{z}^{\infty }\mathrm {i} ^{n-1}\operatorname {erfc} \,(\zeta )\;\mathrm {d} \zeta .\,}
La fórmula general de recurrencia es
{\displaystyle 2ni^{n}\operatorname {erfc} (z)=i^{n-2}\operatorname {erfc} (z)-2zi^{n-1}\operatorname {erfc} (z)}
Poseen la siguiente serie de potencias
{\displaystyle \mathrm {i} ^{n}\operatorname {erfc} \,(z)=\sum _{j=0}^{\infty }{\frac {(-z)^{j}}{2^{n-j}j!\Gamma \left(1+{\frac {n-j}{2}}\right)}}\,,}
de las que se deducen las siguientes propiedades de simetría 
{\displaystyle \mathrm {i} ^{2m}\operatorname {erfc} (-z)=-\mathrm {i} ^{2m}\operatorname {erfc} \,(z)+\sum _{q=0}^{m}{\frac {z^{2q}}{2^{2(m-q)-1}(2q)!(m-q)!}}}
y
{\displaystyle \mathrm {i} ^{2m+1}\operatorname {erfc} (-z)=\mathrm {i} ^{2m+1}\operatorname {erfc} \,(z)+\sum _{q=0}^{m}{\frac {z^{2q+1}}{2^{2(m-q)-1}(2q+1)!(m-q)!}}\,.}